# Schlecker
Schlecker, opgericht door Anton Schlecker in het jaar 1975, was een van oorsprong Duitse drogisterijketen die in diverse Europese landen actief was, waaronder Nederland, Oostenrijk, Spanje, Frankrijk, Italië, Tsjechië, Polen, Portugal en België. Het hoofdkantoor was gevestigd in Ehingen, Duitsland. Bovendien bezat Schlecker een webshop, hypermarkten, bouwmarkten en woonwarenhuizen. In 2010 sloot Schlecker de deuren in Nederland. In 2012 ging het bedrijf failliet.

## Sluitingen
In maart 2010 maakte Schlecker bekend dat ze al haar winkels en de webshop in Nederland sluit. In België zullen er alleen in de grensstreek bij Duitsland nog enkele open blijven. In januari 2012 werd bekendgemaakt dat het bedrijf uitstel van betaling zal aanvragen. In maart 2012 werden 2200 ofwel 40% van de Duitse winkels gesloten. In juni 2012 zijn de 2800 overgebleven Schlecker winkels en 350 Schlecker-XL winkels in Duitsland ook gesloten. Op 3 augustus 2012 is bekend geworden dat Schlecker Oostenrijk werd verkocht aan investeringsmaatschappij "Tap 09". De naam Schlecker zal in Oostenrijk spoedig aangepast worden naar 'Dayli'. Door de overname van Schlecker Oostenrijk is Tap 09 ook eigenaar geworden van de vestigingen in België, Italië, Luxemburg en Polen. Op 12 augustus 2013 is Dayli failliet gegaan. Op 6 augustus 2012 maakte postorderbedrijf Schlecker Home Shopping GmbH bekend geen koper voor de webshop van Schlecker te hebben gevonden en deze daarom voor Duitse en Oostenrijkse klanten te moeten sluiten. De laatste besteldag was 12 augustus en de laatste uitleverdag 15 augustus.
In april 2016 werd bekend dat de familie Schlecker werd aangeklaagd wegens faillissementsfraude; oprichter Anton wordt ervan beschuldigd dat hij zijn bedrijf opzettelijk failliet liet gaan.